# Of Course You Are
Of Course You Are è il 22° album in studio long playing di Robert Pollard, membro fondatore dei Guided by Voices; venne pubblicato nel 2016 negli Stati Uniti d'America sia in vinile che in CD dalla Fire America. Tutti gli strumenti sono stati suonati dal produttore Nick Mitchell mentre Pollard ha solo cantato.

## Tracce
Lato A
1. My Daughter Yes She Knows
2. Long Live Instant Pandemonium
3. Come And Listen
4. Little Pigs
5. Promo Brunette
6. I Can Illustrate

Lato B
1. The Hand That Holds You
2. Collision Daycare
3. That's The Way You Gave It To Me
4. Contemporary Man (He Is Our Age)
5. Losing It
6. Of Course You Are

## Musicisti
- Nick Mitchell: basso, chitarra, tastiere, batteria, trombe e archi
- Robert Pollard: voce